# 吉原功兼
吉原 功兼（よしはら こうけん、1982年7月8日 - ）は、関西テレビのアナウンサー。

## 来歴
東京都江戸川区出身。早稲田中学校・高等学校を経て早稲田大学第一文学部総合人文学科を卒業後、2005年4月に関西テレビに入社。
2008年7月12日の阪神タイガース対広島東洋カープ戦でプロ野球実況デビュー。また、堀田篤・川島壮雄・坂元龍斗とともにR-1ぐらんぷり2009に挑戦。その後、2009年7月にイケメンアナウンサーユニットとして「KT☆BOYS」を結成。9月6日に開催された「アナウンサー朗読会2009・恋する時間」の演出を手がけたわかぎゑふの「“劇団関テレ”を支える看板スターが必要」という発案だった。
2011年7月、3年半にわたる遠距離恋愛を実らせて国際線客室乗務員と結婚（「ヤマヒロのアナPod Cafe」2011年7月12日配信分にて報告）。結婚後も共働きであると報道コーナー内で述べている。2018年10月26日からは、関西テレビのYouTube公式チャンネルから「はみだし競馬BEAT」の配信を開始したことに伴って、動画内での架空実況にも取り組んでいる。はみだし競馬BEATは、メインキャスター就任に伴い、ファンに惜しまれながら休止となった。
競馬中継では、2020年の阪神ジュベナイルフィリーズの実況で、翌2021年の第37回アナウンス大賞・スポーツ部門のアナウンス賞を受賞。2021年の桜花賞中継では、白毛馬としては初めて、ソダシがクラシックレースで優勝した瞬間を伝えた。この時の実況では、最後の直線コースでソダシにちなんで「白い桜が咲き誇るのか!!」と謳い上げながら、サトノレイナスがソダシを追い込んでいたことを把握できないまま「大外からメイケイエール!!メイケイエールが上がってくるが!!」と絶叫。実際にはメイケイエールが最内で馬群に沈んで最下位に終わったため、翌週配信の「はみだし競馬BEAT」で反省の弁を述べた。
前述したようにスポーツ中継で主に活動してきたが、関西テレビへの入社から19年目を迎える2023年4月3日からは、平日の夕方に放送される報道・情報番組のメインキャスターを『newsランナー』で初めて担当。これに伴って（競馬を含む）スポーツ中継の担当から離脱したため、関西テレビでは、前番組（自身も一部のコーナーにレギュラーで出演していた『報道RUNNER』）のメインキャスターだった新実彰平（後輩アナウンサー）を（競馬を除く）スポーツ中継の担当へ復帰させている。
なお、勤務する関西テレビはテレビ単営局だが、2022年度にはラジオ大阪 で毎週火・水曜日の未明（月・火曜日の深夜）に放送されていた『カンテら!』（事前収録番組）のパーソナリティ陣にも名を連ねていた。

## 出演番組

### 現在
- newsランナー（メインキャスター、2023年4月3日 - ）
  - 名前の「功兼」を「コウケン」と読ませることにちなんで、番組の開始に際しては、「あなた（視聴者）の『知りたい』（という欲求）にコウケン（貢献）したい」というキャッチコピーが作られた。
- この瞬間に祈る（進行、2024年 - ）
- カンテレNEWS

### 過去
- GO!GO!ガリバーくん
- あっぷ&UP!（2009年10月、水曜「あっぷ&MAP」のガイドとしてVTR出演）
- ハピくるっ!（木曜・金曜進行、2011年10月6日 - 2012年3月30日）
- FNNスーパーニュースアンカー
  - 月曜中継コーナー「走れ!コウケン」リポーター（2006年4月3日 - 2011年3月28日）
  - 木曜サブキャスター（2013年10月3日 - 2015年3月26日）
- みんなのニュース ワンダー （火曜スポーツキャスター、2015年3月31日 - 2017年3月21日）
- カンテら!（ラジオ大阪）- 「ラジオパーソナリティ」として、同僚アナウンサー1名とのコンビで随時出演。初出演は第2回（2021年3月31日未明放送分）で、堀田篤と揃ってパーソナリティを務めた。
- こやぶるSPORTS → こやぶるSPORTS超（ナレーター）
- 2時45分からはスローでイージーなルーティーンで（生中継企画のリポートを金曜日のコーナーで担当）
- スポーツ中継（実況やリポートを担当）
  - DREAM競馬（2005年は新人研修の一環としての短期出演で、ゲート前リポート等を担当した。2007年より正式に担当となった）
  - KEIBA BEAT
  - カンテレ野球中継
  - 国際千葉駅伝（2012年〜、第4中継所実況）
  - 大阪国際女子マラソン
  - オリックス・バファローズ戦（J SPORTSで放送される球団制作分）中継 - 2012年10月および2014年4月以降
  - スカパー!Jリーグ中継（セレッソ大阪ホームゲーム 関西テレビ制作協力時）
  - Bリーグ中継（リーグ制作の公式映像）
- 報道RUNNER
  - 『みんなのニュース 報道ランナー』と称していた番組初期からナレーション、2019年4月から2023年3月まで木曜日の「ぐぐっと深掘り!しらべるジャーナル」→「Hello!ニューノーマル　よのなかラボ」を担当。

### 競馬GI担当レース
日本国内
- 大阪杯（2017年〜2019年、2022年）[6]
- 桜花賞（2014年〜2015年、2020年〜2021年）／岡安譲より引き継ぎ。
- 天皇賞・春（2015年〜2019年）[7]／岡安譲より引き継ぎ。
- 宝塚記念（2016年、2020年～2021年）[8]
- 秋華賞（2020年～2021年）
- 菊花賞（2014年〜2019年、2022年）／岡安譲より引き継ぎ。
- エリザベス女王杯（2014年）／岡安譲より引き継ぎ。
- マイルチャンピオンシップ（2013年、2015年〜2018年、2021年）／石巻ゆうすけより引き継ぎ[9]。
- ジャパンカップダート（2013年）／石巻ゆうすけより引き継ぎ。2014年からは中京競馬場に舞台を移し「チャンピオンズカップ」として行われるためこの年限りとなった。
- 阪神ジュベナイルフィリーズ（2019年〜2020年）
- 朝日杯フューチュリティステークス（2014年〜2016年、2022年）

社名競走
- 関西テレビ放送賞ローズステークス（2020年〜2021年）

海外
- ドバイターフ（2022年）
- ドバイシーマクラシック（2017年）
- ドバイワールドカップ（2022年）
- 凱旋門賞（2015年、2017年、2021年）[10]
- 香港ヴァーズ（2018年）
- 香港スプリント（2018年）

2020年10月18日、第25回秋華賞ではデアリングタクト（松山弘平騎乗）の3歳GI史上初となる無敗での牝馬三冠達成の実況を担当した。関西テレビのアナウンサーで三冠達成実況を行ったのは松本暢章（1964年）・杉本清（1983年、1984年、1986年、1994年）・石巻ゆうすけ（2003年、2010年）・馬場鉄志（2005年）・岡安譲（2011年）・大橋雄介（2012年）・川島壮雄（2018年、2020年、2023年）（達成順。杉本、川島は牡牝両方。石巻、大橋は牝馬三冠）に次いで8人目である。